# Галло, Люси
Люси Галло (венг. Lucy Galló) — венгерская фигуристка, бронзовый призёр чемпионата мира 1935 года, бронзовый призёр чемпионата Европы 1935 года в парном катании.
Выступала вместе с Режё Диллингером.

## Спортивные достижения
| Соревнования/Сезоны | 1934 | 1935 |
| ------------------- | ---- | ---- |
| Чемпионаты мира     |      | 3    |
| Чемпионаты Европы   | 4    | 3    |